# Wiktor Unrug (powstaniec wielkopolski)
Wiktor Bolesław Wojciech Unrug (ur. 11 września 1871 w Mełpinie, zm. 18 stycznia 1925 w Mełpinie) – polski ziemianin z rodu Unrugów, współorganizator Straży Ludowej i dowódca oddziału kawalerii w powstaniu wielkopolskim.

## Rodzina
Wiktor Unrug urodził się w 1871 roku w Mełpinie – majątku, który wniosła w posagu jego matka Emilia Florentyna Bojanowska z Bojanowa herbu Junosza (1839–9.VIII.1904). Jego ojcem był Wiktor Edward Unrug (31.X.1831–15.IX.1914) z rodu Unrugów herbu własnego, który w czasie wojny krymskiej służył w polskiej Dywizji Kozaków Sułtańskich gen. Władysława Zamoyskiego, a w 1908 roku w Mełpinie zbudował nowy dwór w stylu neobarokowym. Jednym z braci był Antoni Ignacy Unrug, tytularny generał Wojska Polskiego, a braćmi stryjecznymi: adm. Józef Unrug i jego brat rtm. Michał Unrug.
Ukończył gimnazjum w Śremie, a następnie studia rolnicze w Szkole Głównej Agronomicznej w Berlinie. W 1913 roku poślubił Jadwigę Zielonacką herbu Leszczyc (ur. w 1880). Mieli troje dzieci: Zbigniewa (1915–1982) i Jana Antoniego (1919–1980), którzy byli żołnierzami Armii Krajowej, oraz Aleksandrę Kosińską (ur. w 1920).

## Udział w powstaniu wielkopolskim
W listopadzie 1918 roku włączył się w działalność na rzecz niepodległości Polski. Był współorganizatorem Straży Ludowej w Wielkopolsce. W grudniu zorganizował samodzielny pluton Straży w podległym mu obwodzie Dolska, który zapewniał bezpieczeństwo i aprowizację ludności polskiej. Chociaż wcześniej nie był żołnierzem, wykazał wrodzone talenty wojskowe. Utworzył i uzbroił z własnych funduszy dwudziestoosobowy oddział konny złożony z ochotników, synów okolicznych ziemian i służby folwarcznej. Wszedł on w skład batalionu śremskiego formowanych wojsk powstańczych jako półszwadron. Pod jego dowództwem w styczniu 1919 roku oddział ten prowadził patrole w walkach pod Zbąszyniem i Łomnicą oraz w ataku na Rawicz. W walce pod Sowią Górą został ranny. Jego oddział przyczynił się w lutym 1919 roku do zwycięstwa w bitwach pod Miejską Górką i Zieloną Wsią. Później oddział urósł do siły szwadronu i został włączony do 1 Pułku Ułanów Wielkopolskich. Po zakończeniu powstania wielkopolskiego wrócił do swego majątku w Mełpinie i Emilianowie, poświęcając się rolnictwu. W 1922 roku został odznaczony Krzyżem Walecznych. Zmarł w 1925 roku w Mełpinie. Pochowany został na cmentarzu parafialnym w Mórce.